# Levir Culpi
Levir Culpi (Curitiba, 28 februari 1953) is een Braziliaans voormalig voetballer die als verdediger speelde.

## Carrière
Culpi begon zijn carrière in 1972 bij Coritiba. Hij tekende in 1973 bij Botafogo FR. Culpi speelde tussen 1974 en 1985 voor Santa Cruz FC, Colorado EC en Figueirense FC.